# Федечко Теодор
Теодор Федечко (псевдо «Ярема»; {1912, с. Бишки, нині Тернопільського району— 10 лютого 1941, Львів) — український політичний та громадський діяч, референт колишніх політичних в'язнів КЕ ОУН ЗОУЗ (1939–1940), очільник канцелярії політичних в'язнів при УДК (грудень — березень 1940), в'язень концтабору Береза Картузька (березень– вересень 1939), окружний провідник Бережанської округи ОУН (1937– лютий 1939), член Крайової екзекутиви ОУН.

## Життєпис
Народився Теодор Федечко у 1912 році в селі Бишки (нині Тернопільського району Тернопільської області, Україна, тоді Австро-Угорщина) в селянській родині.

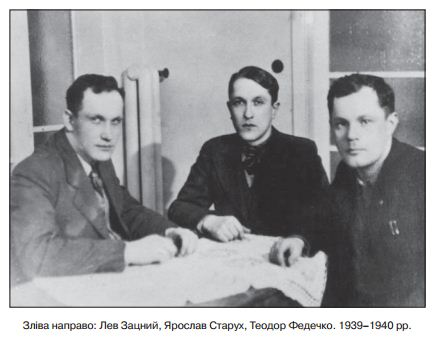
Зліва направо: Лев Зацний, Ярослав Старух, Теодор Федечко. 1939—1940 рр.

Браврав активну участь в діяльності «Пласту», «Просвіти». У 1931 році закінчив Бережанську гімназію, після чого вступив на навчання на юридичний факультет Львівського університету, де вчився у 1932—1935 роках У 1936—1937 роках закінчив однорічні торгівельні кооперативні курси у Львові.
Теодор Федечко, не полишаючи навчання, брав активну участь у легальних українських організаціях. У 1932 році став членом Організації українських націоналістів. Виконував функції кур'єра між крайовою екзекутивою та Бережанським округом ОУН. Тоді ж він набув досвіду підпільної роботи, виконуючи важливі завдання керівництва ОУН: передавав підпільні листи і літературу, брав участь в організації та проведення вишколів з молоддю.
Після масових арештів членів ОУН польською поліцією у 1934—1936 роках чимало керівних посад в організації залишились вакантними. Зважаючи на це, їх займали молоді підпільники. З другої половини 1937 року Теодор Федечко був призначений провідником Бережанської округи ОУН. На цій посаді він перебував до лютого 1939 року, організовуючи роботу підпілля на Бережанщині. Серед підпільників його знали під псевдонімом «Ярема».
Однак уникнути арешту йому не вдалося. В лютому 1939 р. Теодор Федечко був затриманий польською поліцією і відправлений у концтабір у м. Береза Картузька (тепер на території Білорусі), де перебував в ув'язненні до початку німецько-польської війни. В таборі утримувалися не лише підпільники ОУН, але й інші особи, яких затримували за антипольську діяльність. Основною метою поляків було ізолювати «неблагонадійних», щоб не допустити поширення антипольських настроїв в суспільстві. З часу створення в 1934 р., у Березі Картузькій побувало чимало українських політичних в'язнів.
У вересні 1939 року Теодору Федечку вдалося звільнитися з ув'язнення. Він виїхав у німецьку зону окупації Польщі, у м. Краків, де тоді перебував Провід ОУН. Там його було включено до складу крайової екзекутиви ОУН. Він виконував обов'язки референта колишніх політичних в'язнів, дбаючи про їх розміщення та працевлаштування. Саме тоді він став наближеним до керівництва Проводу ОУН.
У грудні 1939 – березні 1940 року пройшов чотирьох місячний вишкіл у старшинській школі ОУН ім. Є. Коновальця у м. Львові.
9–10 лютого 1940 року Теодор Федечко брав участь у нарадах керівництва ОУН, де було вирішено активізувати діяльність підпілля ОУН в УРСР. Невдовзі він отримав завдання нелегально перейти кордон УРСР та повернутись до керівництва Бережанською округою ОУН.
25 березня 1940 року Теодор Федечко перейшов кордон УРСР та прибув до Львова. Про його появу в місті дізналися органи НКВС. 30 березня 1940 року Теодор Федечко був заарештований, проходив через слідство у тюрмі НКВС «на Лонцького».

### Процес першої крайової екзекутиви
29 жовтня 1940 року в Львові відбувся «Процес першої крайової екзекутиви» (так званий «Процес 11-х»). Це був перший великий суд проти Організації українських націоналістів після окупації більшовиками території Західної України. Список підсудних був сформований 20 серпня 1940, коли об'єднано у одне провадження справи 11 членів та співробітників крайової екзекутиви ОУН західних українських земель, заарештованих у лютому–квітні 1940 у Львові.
Всі підсудні були обвинувачені за ст. 54-2, 54-11 кримінального кодексу УРСР за «зраду Батьківщині». Процес не був публічним, адвокати на ньому відігравали роль статистів. 29 жовтня 1940 року Теодор Федечко був засуджений до вищої міри покарання. Вирок було виконано 10 лютого 1941 року у в'язниці № 1 на вул. Лонцького.